# Беделл, Беркли
Беркли Уоррен Беделл (англ. Berkley Warren Bedell; 4 марта 1921, Спирит-Лейк, штат Айова, США — 7 декабря 2019) — американский конгрессмен от штата Айова с 1975 года по 1987 год, представитель Демократической партии США.

## Политическая деятельность
В бытность конгрессменом, Беделл боролся за права фермеров. Он помог принять закон об обложении кораблей, проходящих через водные пути, пошлиной.
Когда закончился его срок пребывания в Конгрессе, Беделл заболел и стал пропагандировать нетрадиционную медицину.